# Ångestjärnarna (Edefors socken, Norrbotten, 736514-173175)
Ångestjärnarna är en sjö i Bodens kommun i Norrbotten och ingår i Luleälvens huvudavrinningsområde.